# Vali Myers
Vali Myers (Sydney, 2 agosto 1930 – Melbourne, 12 febbraio 2003) è stata una ballerina e pittrice australiana.

## Biografia
Figlia di un ufficiale della marina e di una violinista, la bimba mise in mostra un talento per l'arte nei suoi vari aspetti fin da piccola. Nel 1944 Vali andò a vivere per proprio conto, lavorando dapprima in una fabbrica, ma finendo per impegnarsi nella danza, divenendo in seguito la prima ballerina della Melbourne Modern Ballet Company. Quando arrivò nella mitica Parigi a 19 anni per ballare era il 1949 si trovò in una città distrutta dalla guerra e dall'occupazione nazista, in cui la povertà e la mancanza di lavoro furono gli aspetti più evidenti. Myers visse nel Quartiere latino, sulla famosa Rive Gauche, insieme a tanti sfollati. Viveva per strada con un coltello per proteggersi. Ricorda che "Non andavamo nei bar perché era di moda, non avevamo nessun altro posto dove andare... ballare mi teneva in vita. Ho visto morire così tanti miei amici".
In questo clima, in questa vita bohémien, tra gente di teatro, ballerine, pittori, alcolizzati, sfollati, miserabili e vagabondi, Myers incontrò il fotografo olandese Ed van der Elsken, che nei primi anni Cinquanta, ne fece la sua musa ispiratrice, la protagonista del suo volume fotografico. Infatti, quello che darà alle stampe sarà quasi un fotoromanzo, pubblicato nel 1954, Een liefdesgeschiedenis in Saint Germain des Prés (Una storia d'amore a Saint Germain des Prés) poi tradotto in inglese col titolo Love on the Left Bank. Il libro fu presto esaurito e divenne un successo internazionale.
Myers fu espulsa da Parigi e vagò per la Francia e per vari paesi europei, tra cui l'Italia, Gran Bretagna, Bruxelles e Austria. A Vienna ella incontrò l'architetto Rudi Rappold, figlio di uno zingaro ungherese. Si sposarono dopo qualche tempo e tornarono a Parigi, poiché rappresentava la capitale della cultura europea. Conobbe Jean Paul Sartre, Jean Cocteau, Jean Genet, ma divenne dipendente dall'oppio. Per libersene lasciò Parigi definitivamente verso la fine degli anni Cinquanta. Alcuni mesi dopo scoprirono il "Vallone Porto" nei pressi di Positano che Myers descrisse come "qualcosa di simile al Giardino dell'Eden". Fu qui che conobbe Tennessee Williams. All’inizio degli anni Sessanta ottennero la concessione del luogo per 99 anni poiché il sindaco dell’epoca, il marchese Paolo Sersale, fu un sostenitore del loro progetto che intendeva mantenere il Vallone come un'oasi naturalistica e faunistica, dove erano presenti specie botaniche rare. I problemi con la popolazione insorsero alla fine del mandato di sindaco di Sersale, dopo il 1960, ma la sua resistenza fu sempre incrollabile. 
In fondo al Vallone era presente una piccola struttura che il marito provvide a restaurare in stile moresco, con un soppalco su cui fu sistemato il letto. La scenografa e costumista Raimonda Gaetani così la descrisse: "Non poteva passare inosservata. Incantava e atterriva con quella sua bellezza imprendibile, ipnotica, l’aria trasgressiva, quei capelli fiammanti e gli intricati tatuaggi ovunque, anche intorno alla bocca, gli occhi bistrati, circondata da una muta di cani. Il suo modo di vestire da gitana, l’accrocchio magnifico, quei suoi leggings realizzati con broccati ecclesiastici, precorrevano l’ondata hippie successiva di almeno un decennio". Il Vallone Porto fu conteso tra chi avrebbe voluto trasformarlo in un mega parcheggio e chi voleva salvarne la sua biodiversità come gli attivisti del WWF Penisola Sorrentina, tant'è che nel 1992 quell'oasi protetta venne affidata al WWF stesso. Tutto ciò viene raccontato nel libro di Stefano Leoni, ex presidente del WWF, ma soprattutto dal poeta Gianni Menichetti, amico della Myers che chiamava questo angolo di paradiso "canyon selvaggio", e che dal 1971 ne ha raccolto l'eredità, l'amicizia e ne difende l'integrità.
La figura della Myers compare anche in alcuni film e video, tra cui: 
- Vali, The Witch of Positano, girato a Positano nel 1965, di Sheldon e Diane Rochlin, dove compare anche il marito, vincitore al XV Festival del Film-Documentario di Mannheim
- Death in the Port Jackson hotel di  Ed van der Elsken, 1971[7]
- Patti e Vali, con Patti Smith, di Sandra Dailey, 1973. Il film mostra Patti Smith mentre si fa tatuare il ginocchio da Vali. Patti Smith è una collezionista delle opere della Myers[8]
- The tightrope dancer di Ruth Cullen, 1989
- A painted lady di Ruth Cullen, 2002

Anche il cantautore britannico Donovan, dopo aver visitato la casetta moresca di Vali a Positano, le chiese di andare a Londra nel 1967 e di salire sul palco del Royal Albert Hall con lui per ballare sulle note della sua canzone "Season of the Witch".
Il 18 gennaio 2003, un mese prima di morire per un cancro allo stomaco ormai in stato avanzato, il quotidiano The Age pubblicò un articolo sulla sua vita che si concludeva con la citazione della stessa artista: "Ho avuto 72 anni assolutamente fiammeggianti. Non mi disturba affatto [la malattia], perché, sai, amore, quando hai vissuto come me, hai fatto tutto. Ho messo tutto il mio impegno nel vivere; qualsiasi drogato può morire. Ora sono in ospedale, e credo che qui tirerò le cuoia. Ogni scarafaggio lo fa, ogni uccello, tutti. Vieni al mondo e poi te ne vai". Tra i collezionisti privati che possiedono sue opere figura Mick Jagger.

## Pubblicazioni
- Vali Myers, Drawings 1949–79, Open House, Londra, 1980 - ISBN 978-0905664255